# Harry van Elderen
Harry van Elderen (Eindhoven, 11 december 1923 – 24 augustus 2000) was een Nederlands voetballer die vijftien seizoenen onder contract stond bij PSV. Hij speelde 254 competitiewedstrijden voor de Eindhovenaren, waarin hij veertig keer scoorde.
Van Elderen won in 1949/50 de KNVB beker en werd in het seizoen 1950/51 landskampioen met PSV. Zijn broer Nico won dertien jaar later eveneens de KNVB beker, met Willem II.

## Biografisch
De broers Van Elderen komen uit een gezin met zeventien kinderen. Zoals veel van zijn familieleden begint Harry met voetballen bij Brabantia. Hij raakt jong bevriend met de dichtbij wonende Coen Dillen, met wie hij later in het eerste van PSV terechtkomt. De vriendschap houdt stand tot Dillens dood in 1990.
Van Elderen debuteert voor de Eindhovenaren op zestienjarige leeftijd in de hoofdmacht.  Later in zijn carrière speelt hij nog een keer met PSV tegen zijn eerste club, waarvoor dan zijn broer Albert uitkomt. In totaal zal hij vijftien seizoenen voor PSV spelen. Zijn sportcarrière wordt onderbroken wanneer de nazi's hem in 1942 tewerkstellen in een wapenfabriek, vanwaar hij vlucht en onderduikt. Later dient Van Elderen vrijwillig in Nederlands-Indië. Hier zit hij achter op een motor wanneer die op een landmijn rijdt. Na twee maanden in het ziekenhuis keert hij in 1948 terug naar Nederland, waarop hij zijn positie bij PSV herovert en zowel een bekerwinst als een landskampioenschap viert.
Van Elderen komt in 1955/56 met PSV twee keer uit tegen Rapid Wien in het Europacup I-toernooi (6–1 verlies en 1–0 winst). Na het seizoen 1958/59 hangt hij zijn voetbalschoenen aan de wilgen.

## Carrièrestatistieken
| Seizoen | Club | Land      | Competitie                   | Competitie | Competitie | Beker | Beker | Internationaal | Internationaal | Overig | Overig | Totaal | Totaal |
| Seizoen | Club | Land      | Competitie                   | Wed.       | Dlp.       | Wed.  | Dlp.  | Wed.           | Dlp.           | Wed.   | Dlp.   | Wed.   | Dlp.   |
| ------- | ---- | --------- | ---------------------------- | ---------- | ---------- | ----- | ----- | -------------- | -------------- | ------ | ------ | ------ | ------ |
| 1954/55 | PSV  | Nederland | Eerste klasse C (Afgebroken) | –          | 2          | –     | –     | –              | –              | 0      | 0      | –      | 2      |
| 1954/55 | PSV  | Nederland | Eerste klasse C              | –          | 0          | –     | –     | –              | –              | –      | 1      | –      | 1      |
| 1955/56 | PSV  | Nederland | Hoofdklasse B                | –          | 1          | –     | –     | 2              | 0              | 0      | 0      | –      | 1      |
| 1956/57 | PSV  | Nederland | Eredivisie                   | –          | –          | –     | 1     | –              | –              | 0      | 0      | –      | –      |
| 1957/58 | PSV  | Nederland | Eredivisie                   | –          | –          | –     | 0     | –              | –              | 0      | 0      | –      | –      |
| 1958/59 | PSV  | Nederland | Eredivisie                   | –          | –          | –     | 0     | –              | –              | 0      | 0      | –      | –      |